# فریاس
فریاس (به اسپانیایی: Frías (Burgos)) یک شهرستان در اسپانیا است.